# Kamjane (obwód zaporoski)
Kamjane (ukr. Кам'яне) – osiedle typu miejskiego na Ukrainie w rejonie wilniańskim obwodu zaporoskiego.

## Historia
Status osiedla typu miejskiego posiada od 1986.
W 1989 liczyła 1617 mieszkańców.
W 2013 liczyła 1217 mieszkańców.